# Ахматово
Ахматово е село в Южна България. То се намира в община Садово, област Пловдив.

## География
Село Ахматово се намира в Горнотракийската низина. Свързано е с град Пловдив чрез първокласен път Е80 – 28 км и отклонение от село Поповица – 3 км. Част е от община Садово.
Разположено е живописно под пясъчните хълмове Ямача, поради което преди 1944 г. е наричано „Малкото Чепеларе“.

## История
В пясъчната кариера край селото са намерени зъби от праисторическото животно „Хиперион“, които са на възраст около 10 милиона години. Хиперионът е било животно, подобно на коня, но вместо копита е имало лапи (Лит.: вестник „Седмичен труд“ от 19 декември 2000 г., стр. 4).
В землището на селото има открито праисторическо селище.
За пръв път името на Ахматово, под наименованието „Ахмед Обасъ“ от нахията Филибе (Пловдив) се среща в подробния регистър на акънджиите от 1472 г.. Фактът, че Ахматово категорично е съществувало през ХV в., а и обстоятелството, че населението му, описано в регистъра, е изцяло турско-мюсюлманско, предполага, от своя страна, че възникването му е станало в периода 1365 – 1390 г. и е било резултат от настаняването на турски заселници от Мала Азия, преселени в земите на днешната Пловдивска Тракия от султаните-завоеватели на България – Мурад I (1362 – 1389) и Баязид I Йълдъръм (1389 – 1402).
Името на селото се споменава и в съкратения иджмал-регистър на извънредния данък „авариз“ за Пловдивско от 1622 г. Там четем следното:
| „ | Кааза Филибе, нахия Конуш ... село Ахмедобасъ (Ахматово) – 4,5 къщи“. В действителност къщите на селото са били 5, но 1 от тях е била оглавявана от неженен непълнолетен младеж и по османския данъчен закон се е брояла за половина къща, като се е облагала наполовина с данъци . | “ |

В подробния муфассал регистър на данъка „авариз“ за Пловдивско от 1695 г., четем:
| „ | Кааза Филибе, нахия Конуш ... село Ахмедобасъ (Ахматово). Къщи мюсюлмани – 10. Войници от раята мюсюлмани – 8 (души). Чифлици мюсюлмани – 2“. . | “ |

По предание селото се разраства през 1779 г. Старото име на селото е Ахмат бейли. За името му има 2 версии. Първата е, че то е кръстено на името на турския чифликчия и негов фактически владетел Ахмат бей, а втората, че е наименувано на името на руския офицер Ахматев, участвал в Руско-турската война от 1828–1829 г. Има предположение, че е наречено на руската поетеса от български произход Анна Ахматова.[източник? (Поискан преди 36 дни)]
Преди 1944 г. е известно с производството на ориз.

## Обществени институции
В селото има православна черква „Св. пророк Илия“ и конгрешанска църковна община, част от Съюза на евангелските съборни църкви.

## Личности
- Петър Георгиев Гайдаджиев (1883 – 1923) – виден деец на БЗНС от Пловдивско, основател на повечето земеделски дружби в региона, земеделски кмет, убит след падането на законното правителство на Александър Стамболийски.
- Запрян Георгиев Гайдаджиев, чин: редник, набор: 1898, част: 39-и пехотен полк, 10-а рота, убит на 5 юли 1913 г. край с. Драгобраща, околия Кочанска, погребан в с. Драгобраща. Виж ДВИА, ф. 39, оп. 1, а.е. 6, л. 32.
- Христо Томов Гайдаджиев, чин: редник, набор: 1909, част: 21-ви пехотен полк, 14-а рота, убит на 21 юни 1913 г. край с. Криволак, околия Щипска, погребан в с. Криволак. Виж ДВИА, ф. 39, оп. 1, а.е. 16, л. 70.
- д-р Петър Величков (р. 1954) – журналист, литературен историк, изследовател на творчеството на писателката Яна Язова.
- Ангел Ников (1882 г., Ахматово – 1956 г., село Поповица) – търговец и предприемач.